# Exocet
Die Exocet ist ein allwetterfähiger Seezielflugkörper aus französischer Produktion. Produziert wird sie von der französischen Sparte des europäischen Rüstungsunternehmens MBDA. In den 1970er Jahren entwickelt, wurde sie laufend an neue Bedrohungslagen angepasst und modernisiert. Exocet ist bis heute im Einsatz und einer der weltweit am weitesten verbreiteten Seezielflugkörper.

## Entwicklung
Am 21. Oktober 1967 versenkten ägyptische SS-N-2 Styx-Seezielflugkörper sowjetischer Bauart den israelischen Zerstörer INS Eilat. Dies war die weltweit erstmalige Versenkung eines Kriegsschiffs durch einen schiffsbasierten Seezielflugkörper. Dadurch aufgeschreckt begann man bei der französischen Nord Aviation Ende 1967 mit einem Sofortprogramm zur Entwicklung der MM.38 Exocet. Bei deren Konstruktion orientierte sich der technische Leiter von Nord Aviation, M. Guillot, an der Luft-Boden-Lenkwaffe AS.30, von der die Zelle der Exocet stammt. Dazu verwendete er das Feststoff-Raketentriebwerk der AS.37 Martel und den eben für die AS.34 Kormoran fertiggestellten Suchkopf. Der erste Testflug der Exocet erfolgte im Juni 1970. In diesem Jahr wurden Nord Aviation, Sud Aviation und SÉREB zum Luft- und Raumfahrtkonzern Aérospatiale vereinigt. Mitte 1972 führte die französische Marine die Abnahmetests durch. Sie erhielt 1975 die erste Exocet. 
Im Jahr 2000 wurden Aérospatiale und andere europäische Unternehmen zur EADS fusioniert. 2001 wurde der Bereich EADS Aerospatiale Matra Missiles in die neugegründete MBDA ausgegliedert. Bis im Herbst 2024 wurden über 4000 Exocets produziert.

## Technik
Die Exocet kann von Flugzeugen, Hubschraubern, Schiffen, U-Booten oder von Fahrzeugen abgefeuert werden. Vor dem Start müssen dem Navigationssystem der Lenkwaffe die Koordinaten sowie der Kurs des Zieles übermittelt werden. Diese werden mittels Radar, Sonar oder ELINT durch die jeweilige Startplattform ermittelt.
Beim Einsatz ab Flugzeugen und Hubschraubern kann der Abwurf in einem Höhenbereich von 50–10.000 m erfolgen. Nach dem Abwurf folgt zunächst eine kurze antriebslose Phase. Erst in sicherem Abstand zum Flugzeug oder Hubschrauber zündet das zweistufige Feststoffraketentriebwerk.
Die schiffsbasierte Ausführung MM.38 ist in wasserdichten eckigen Doppel-Abschusskanistern aus Aluminium auf dem Schiffsdeck installiert. Die Abschusskanister haben einen fixen Abschusswinkel von 12°. Die Ausführungen MM.39 und MM.40 sind in kompakteren röhrenförmigen Vierfach-Abschusskanistern aus glasfaserverstärktem Kunststoff untergebracht. Das Hochfahren des Systems und die Startvorbereitungen dauern maximal 60 Sekunden. Der Start erfolgt mit Hilfe der ersten Stufe des Raketentriebwerkes am Lenkwaffenheck. Nach dem Verlassen des Abschusskanisters entfalten sich die Faltflügel. Mit Hilfe der ersten Stufe des Raketentriebwerkes steigt die Lenkwaffe je nach Version auf eine Höhe von 30 bis 50 m. Danach nimmt die Lenkwaffe die Marschflughöhe ein. Die MM.38 und MM.39 können nach dem Start eine Kurve um 30° ausführen, die MM.40 um 90°.
Die auf U-Booten verwendete Ausführung SM.39 wird in einem versiegelten VSM-Schutzbehälter (Véhicule Sous Marin) im Torpedoraum des U-Bootes gelagert. Für den Start wird der Schutzbehälter mit der Lenkwaffe in ein 533-mm-Standard-Torpedorohr geschoben.  Der Schutzbehälter wird mittels Gasdruck aus dem Torpedorohr gestoßen. Nach dem Verlassen des Torpedorohres kann der Schutzbehälter einen vorprogrammierten Kurs zurücklegen und dann mittels eines Raketenboosters zur Wasseroberfläche auftauchen. Nach dem Durchstoßen der Wasseroberfläche steigt der Schutzbehälter auf eine Höhe von 50 m. Dort wird die Kappe des Schutzbehälters abgesprengt; das Raketentriebwerk der SM.39 zündet und treibt diese aus dem Schutzbehälter. Danach entfalten sich die Flügel und die Lenkwaffe nimmt die Marschflughöhe ein.
Alle Exocet-Versionen bis auf die aktuelle MM.40 Block 3 fliegen ein ähnliches Flugprofil und werden von einem zweistufigen Feststoffraketentriebwerk angetrieben. Die erste Stufe hat eine Brenndauer von zwei Sekunden und beschleunigt die Lenkwaffe auf Mach 0,87–0,93. Nach einer antriebslosen Phase von zwei Sekunden zündet die zweite Stufe. Diese hat eine Brenndauer von 90–150 Sekunden, je nach Version. Der Marschflug kann wahlweise in einer Flughöhe von 8–15 m erfolgen, je nach Seegang. Ein Radar-Höhenmesser sorgt für den nötigen Sicherheitsabstand zwischen der Lenkwaffe und der Wasseroberfläche. Die Ausführungen MM.38 und MM.39 können nach dem Ausbrennen des Marschtriebwerkes eine semiballistische Flugbahn einnehmen und das Ziel in einem steilen Sturzflug anfliegen. Die Exocet ist eine Fire-and-Forget-Lenkwaffe und der Flug ins Zielgebiet erfolgt autonom mit Hilfe der Trägheitsnavigationsplattform (INS).
12–15 km vor dem errechneten Zielpunkt wird der bordeigene aktive ADAC-Radarsuchkopf aktiviert. Dieser stammt von der Firma CSF, wiegt rund 30 kg und arbeitet in einem Frequenzbereich von 8–10 GHz. Der Suchkopf schaltet automatisch auf den vorgängig ermittelten Radarkontakt oder auf das größte Radarziel auf. Bei den Block 2–Lenkwaffen kann der verbesserte Super-ADAC-Suchkopf Zieldaten in einer Datenbank vergleichen und Ziele selektieren. Wurde das Ziel durch das Radar erfasst, wird die genaue Zeit bis zum Einschlag im Ziel ermittelt und der Sprengkopf geschärft. Dieser besteht aus einem Splittermantel und einem 60 kg schweren Sprengstoffkern aus Hexolite, eine Mischung aus Hexogen und Trinitrotoluol. Der gesamte Sprengkopf wiegt 165 kg. Die Lenkwaffe sinkt jetzt für den Endanflug auf eine Höhe von 1,5–5 m (Sea Skimming). Die Block 2-Lenkwaffen können ab diesem Zeitpunkt nach dem Zufallsprinzip abrupte Ausweichmanöver ausführen und so Abwehrmaßnahmen erschweren.  Im optimalen Fall durchschlägt die Lenkwaffe im Ziel die Bordwand des Schiffs und der Sprengkopf detoniert mit einer kurzen Verzögerung im Schiffsinneren. Die Sprengwirkung ist nach vorne gerichtet und kann so Panzerplatten durchschlagen. Üblicherweise löst die Detonation einen Wassereinbruch und Brände im Schiff aus. Falls das Ziel nur wenig aus dem Wasser ragt, ist es möglich, dass die Exocet dieses überfliegt. In diesem Fall detoniert der Sprengkopf 0,015 Sekunden nach Ablauf der vorgängig ermittelten Einschlagzeit. Zu diesem Zeitpunkt sollte sich die Lenkwaffe über den Aufbauten des Zieles befinden. Das Ziel erfährt dann bei der Detonation eine Gasschlagwirkung und wird mit Splittern eingedeckt. Wird kein Ziel getroffen, stürzt die Exocet nach einer bestimmten Flugzeit ins Meer.

## Einsatz

### Falklandkrieg

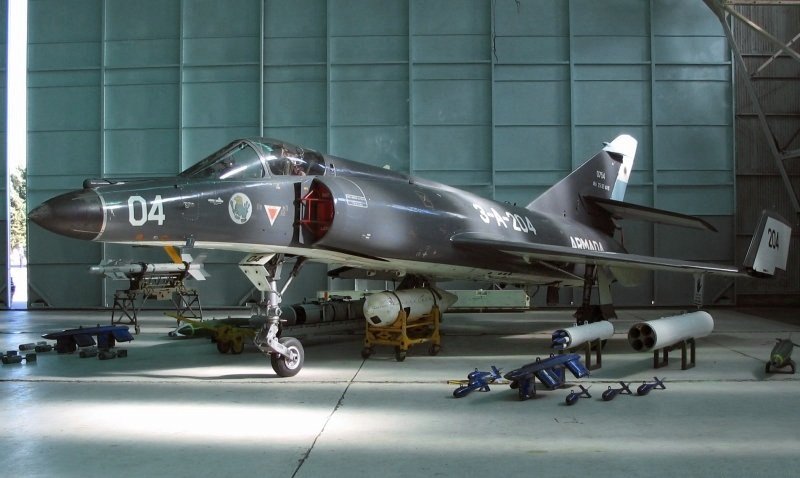
Eine argentinische Dassault Super Étendard der 2da Escuadrilla Aeronaval de Caza y Ataque

Der erste Kriegseinsatz der Exocet erfolgte 1982 während des Falklandkrieges durch Argentinien. Ziele waren die Schiffe der Royal Navy in den Gewässern um die Falklandinseln. Während und nach dem Falklandkrieg bezeichnete Argentinien die Exocet als eine Wunderwaffe. Obwohl die Trefferquote bei diesem Konflikt bei 40–50 % lag und die Exocet Probleme mit dem Zündsystem hatte, führten die Erfolge zu einer starken internationalen Nachfrage nach dem Waffensystem.
Die Abwehr der Exocet erwies sich für die Royal Navy als schwierig. Abgesehen von drei Fregatten, die mit Sea Wolf-Flugabwehrlenkwaffen ausgerüstet waren, hatte kein Schiff ein geeignetes Nahbereichsverteidigungssystem zur Bekämpfung von tieffliegenden Seezielflugkörpern. Der Einsatz von Düppeln zeigte gewisse Erfolge, bewirkte aber keine ausreichende Sicherheit.
Am 21. Mai 1982 lokalisierte ein P-2 Neptune-Patrouillenflugzeug der argentinischen Marineluftwaffe (COAN) südöstlich der Falklandinseln drei Schiffe der Royal Navy. Um 9:45 Uhr starteten zwei Super Étendard vom Luftwaffenstützpunkt Río Grande auf Feuerland, die mit jeweils einer AM.39 Exocet bewaffnet waren. Nach einer Luftbetankung durch eine KC-130 Hercules kurz nach dem Start flogen sie im Tiefflug (30 m). Beide Flugzeuge waren unter Funkstille und Radarstille (EMCON) unterwegs. In rund 60–70 km Entfernung zum Flottenverband stiegen die beiden Flugzeuge höher und aktivierten ihre Agave-Radargeräte. Nach der Zielerfassung feuerten sie um 11:02 Uhr, aus einer Entfernung von 50–60 km in einem Intervall von 5 Sekunden ihre Exocets auf die beiden größten Radarkontakte ab. Eine Exocet verfehlte die Fregatte Yarmouth und stürzte ins Meer. Die andere traf den Zerstörer Sheffield steuerbord, mittschiffs. Dabei wurden der Maschinenraum und die Operationszentrale zerstört. Der Gefechtskopf der Exocet detonierte nicht, aber der restliche Raketentreibstoff verursachte einen Brand an Bord, der die elektrische Energieversorgung und das Feuerlöschsystem ausfallen ließ. Der Brand konnte nicht unter Kontrolle gebracht werden; das Schiff wurde einige Stunden später aufgegeben, brannte aus und sank nach sechs Tagen. 20 der 280 Besatzungsmitglieder starben und 24 wurden verletzt.
Der nächste Exocet-Einsatz erfolgte am 25. Mai 1982. Die argentinischen Streitkräfte hatten einen Flottenverband der Royal Navy nordöstlich der Falklandinseln lokalisiert. Zwei mit AM.39 Exocet ausgerüstete Super Étendard der argentinischen Luftwaffe starteten von Río Grande auf Feuerland und flogen nach Norden. Nachdem sie nordwestlich der Falklandinseln in der Luft betankt worden waren, griffen sie von Norden her die britische Task Group 317.8 an, in deren Mitte sich die beiden Flugzeugträger Hermes und Invincible befanden. Die Flugzeuge flogen im Tiefflug in 30 m Höhe und mit einer Geschwindigkeit von 920 km/h an, stiegen kurz höher, lokalisierten die Schiffe mittels Radar in einer Entfernung von ca. 60 km, gingen wieder in den Tiefflug und starteten um 16:32 Uhr ihre Exocets. Durch ihr Radar gewarnt, schossen die Kriegsschiffe Düppel in die Luft, um die Suchköpfe der Raketen zu täuschen und zu verwirren. Tatsächlich schalteten die Radar-Suchköpfe der Exocets auf die Düppel-Wolken auf. Nach dem Durchfliegen der Düppel-Wolken schalteten die Suchköpfe auf das zu diesem Zeitpunkt abseits fahrende Containerschiff Atlantic Conveyor auf. Beide Exocets schlugen auf der Backbordseite ca. 1,80 m über der Wasserlinie im Schiffsrumpf ein. Sie verursachten ein Feuer, das das ganze Schiff erfasste. Bei diesem Angriff starben 12 Besatzungsmitglieder, unter anderem der Kapitän Ian North. Ob die Sprengköpfe der Exocets diesmal detonierten oder ob ihr Resttreibstoff das Feuer entfachte, ist nicht geklärt. Das Schiff brannte vollständig aus und die Royal Navy beschloss, es zu versenken.
Am 12. Juni 1982 starteten die argentinischen Streitkräften eine fahrzeuggebundene MM.38. Ziel war der britische Zerstörer HMS Glamorgan, der rund 33 km vor der Küste mit einer Geschwindigkeit von 20 Knoten unterwegs war. Eine wenige Minuten zuvor gestartete Exocet konnte kein Ziel erfassen und stürzte ins Meer. Der Start erfolgte von einem improvisierten Startgerät vom Hooker’s Point, in der Nähe von Stanley. Durch das Bordradar gewarnt, gelang es dem Schiff, der anfliegenden Exocet das Heck zuzudrehen. Um 06:37 Uhr schlug die Exocet in einem spitzen Winkel im Heckbereich an der Backbordseite auf dem Hubschrauberdeck ein. Von dort schlitterte sie in den Hubschrauberhangar, wo der Sprengkopf detonierte. Die Explosion verursachte im Hangar ein Loch von 9 × 14 m. Durch die Explosion der Exocet und das anschließende Feuer starben 13 Besatzungsmitglieder und 15 wurden verwundet, einige von ihnen schwer. Es gelang der Besatzung, das Feuer bis um 10 Uhr zu löschen. Nach einer Notreparatur auf See lief das Schiff die Gewässer vor San Carlos Water an. Nach weiteren Reparaturen begann die HMS Glamorgan am 21. Juni die Rückfahrt nach Portsmouth.

### Erster Golfkrieg

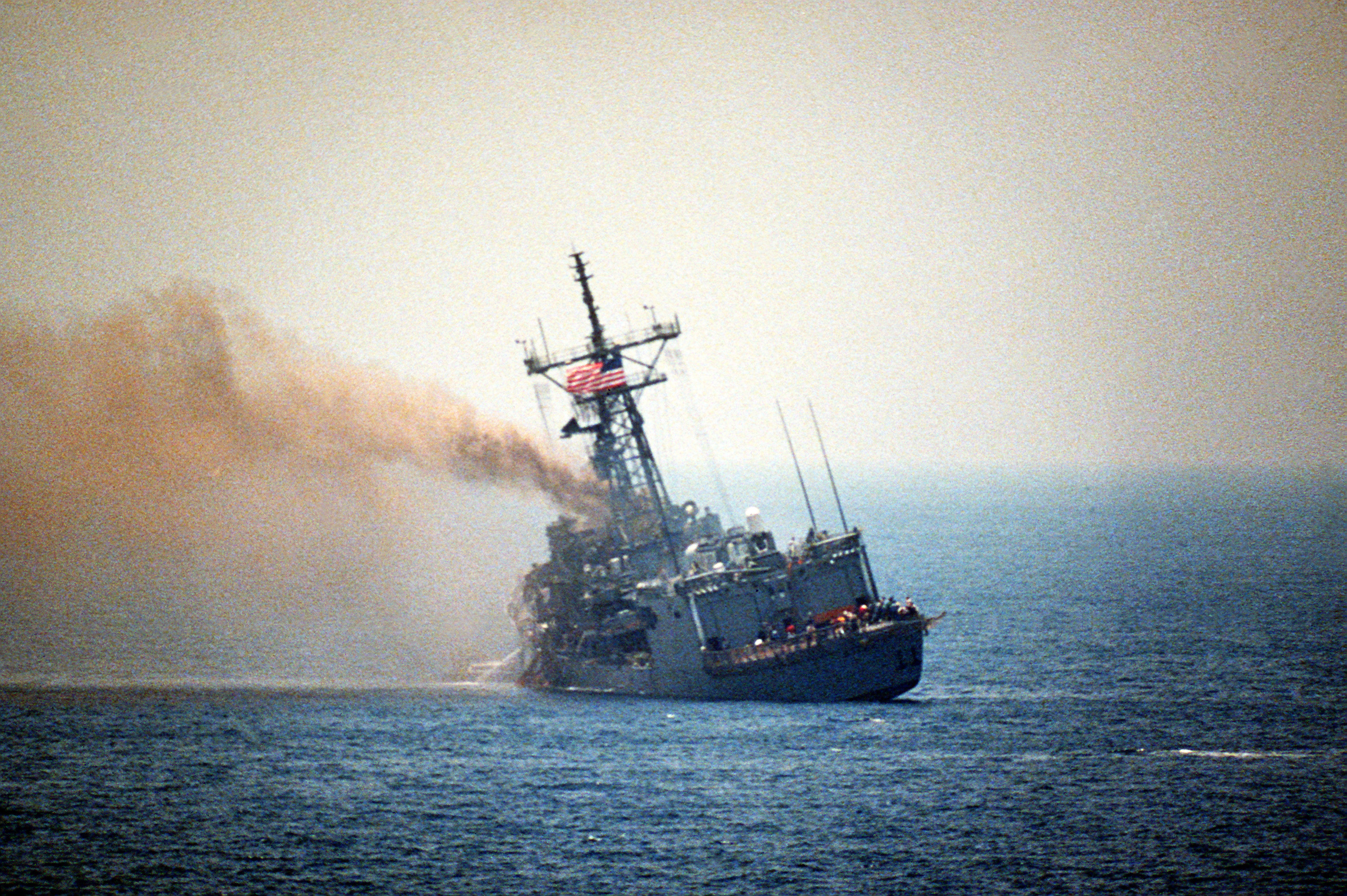
Die getroffene USS Stark am Morgen des 18. Mai 1987

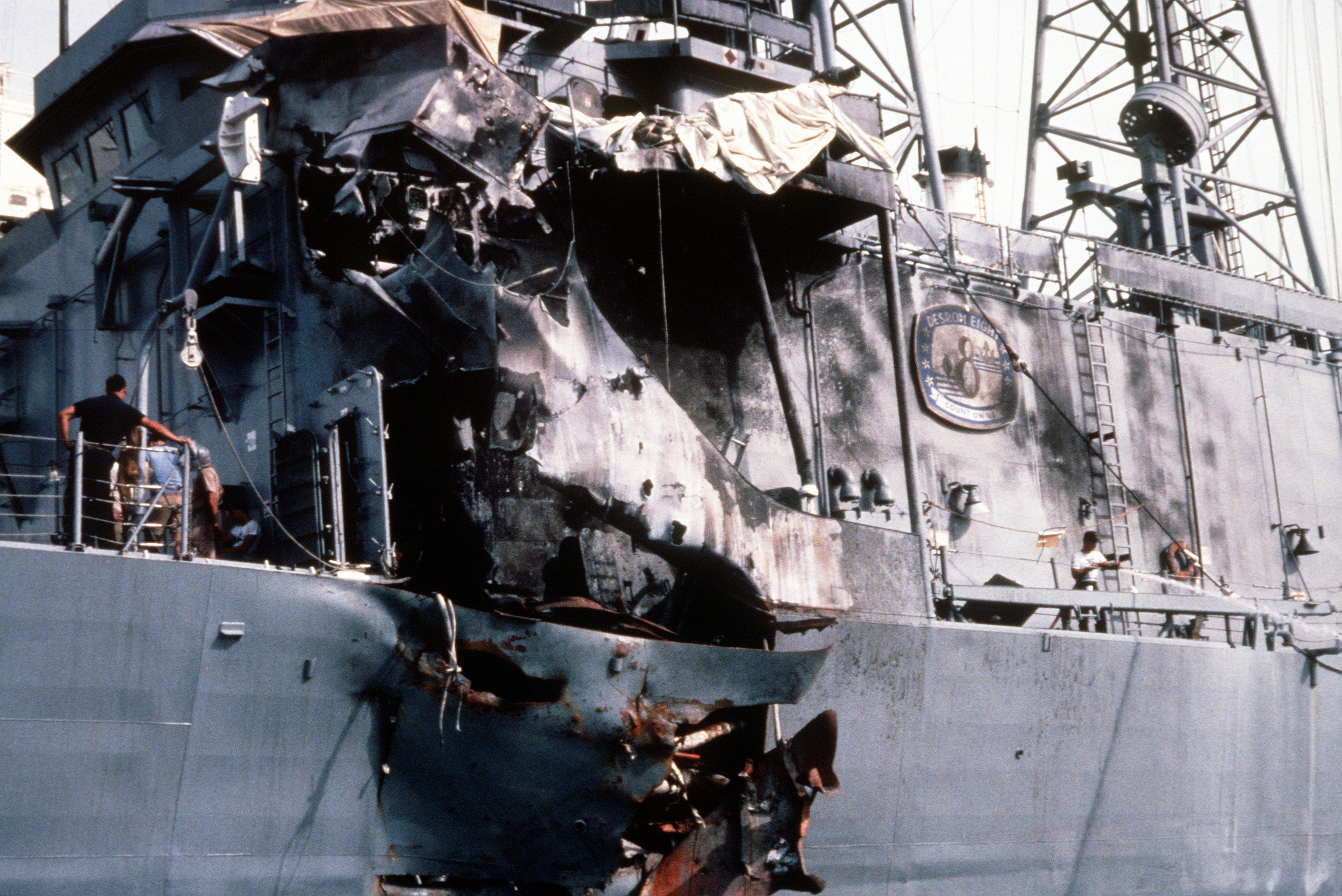
Die Einschlagstellen

Während des Ersten Golfkrieges setzte der Irak eine größere Anzahl von AM.39 Exocets gegen iranische Kriegsschiffe, Bohrinseln und vor allem gegen zivile Tanker und Handelsschiffe ein. Als Einsatzplattformen dienten Kampfflugzeuge Super Étendard und Mirage F1 sowie Hubschrauber vom Typ SA 321 Super Frelon. Während des Tankerkrieges feuerten die irakischen Luftstreitkräfte je nach Quelle 140 bis 160 Exocets auf zivile Tankerschiffe ab; 16 der 136 beschossenen Schiffe sanken. 51 der übrigen Schiffe wurden wegen substantieller Schäden abgeschrieben. In 13 Fällen versagte der Zünder oder der Gefechtskopf der Exocet beim Einschlag in die dicken Außenwände der Tankerschiffe. Zwei weitere Exocets verfehlten ihre Ziele und stürzten ins Meer.
Am 17. Mai 1987 beschoss eine Mirage F1EQ-5 der Irakischen Luftwaffe die US-Fregatte Stark mit zwei AM.39 Exocet. Die Mirage war zuvor um 8:00 Uhr vom Flugfeld Shaibah gestartet. Sie startete die erste Exocet um 10:10 Uhr aus einer Entfernung von 42 km und die zweite aus einer Entfernung von 29 km. Das Bordradar der Stark entdeckte die anfliegenden Exocets nicht; erst wenige Sekunden vor dem Einschlag im Schiff wurden sie gesichtet. Die erste Exocet schlug in einem spitzen Winkel auf der Backbordseite rund 3 m über Wasser auf der Höhe der Brücke in den Schiffsrumpf ein, detonierte nicht und bohrte sich 4,5 m in den Schiffsrumpf. Der immer noch arbeitende Raketenmotor verursachte einen Brand in der Operationszentrale, im Postamt und in einem Lagerraum. Die zweite Exocet detonierte 25–40 Sekunden später nahezu an derselben Stelle im Schiff und riss ein 3 × 4 m großes Loch in die Bordwand. Die Besatzung konnte das Schiff retten; es lief aus eigener Kraft einen Stützpunkt in Bahrain an. Die beiden Exocet-Treffer und das anschließende Feuer verursachten 37 Tote und 21 Verletzte. Die Stark wurde später wieder instand gesetzt; dies kostete ca. 142 Millionen US-Dollar.

## Versionen

### Schiffsbasierte Exocet-Ausführungen

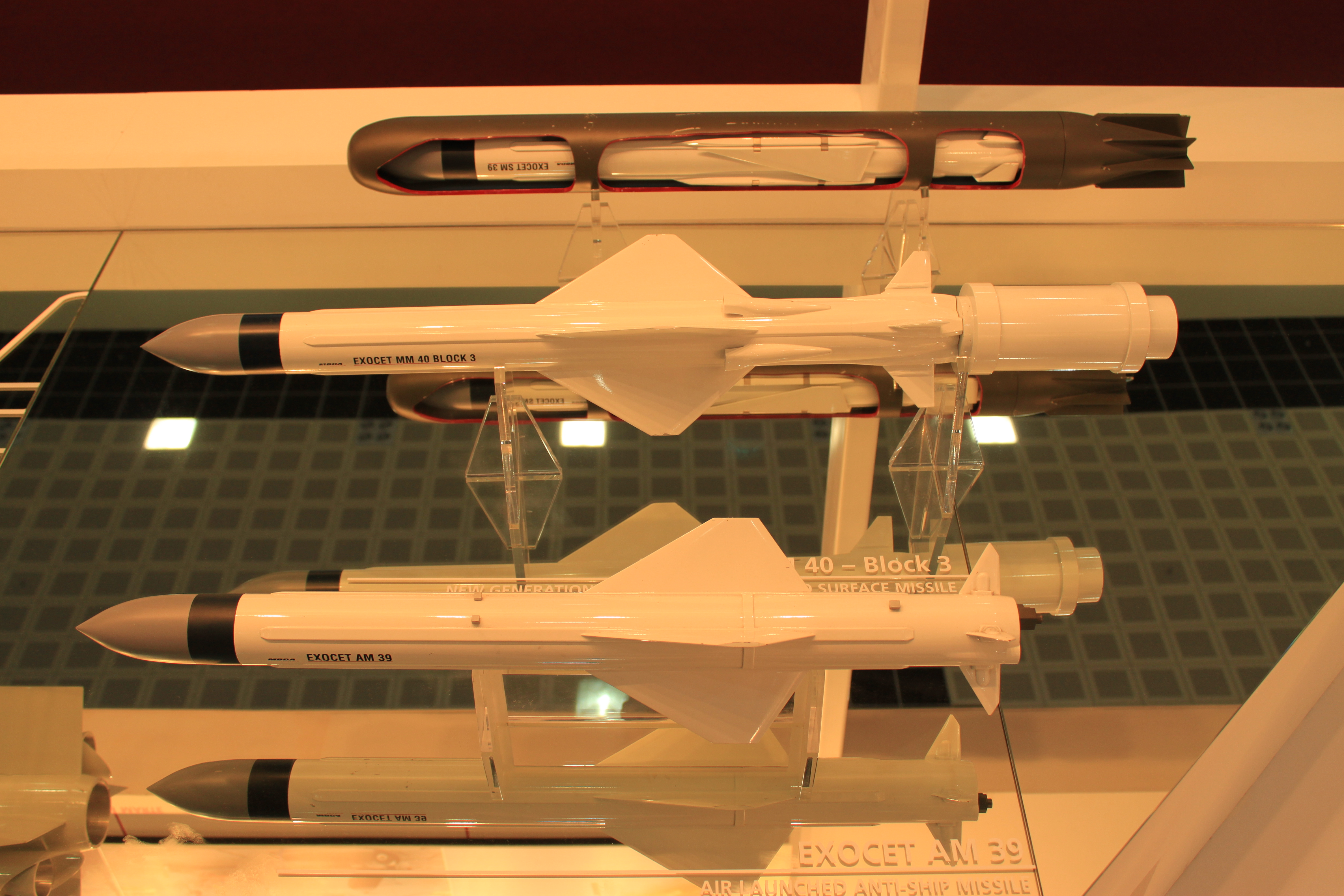
Verschiedene Ausführungen der Exocet

- MM.38: 1. Serienversion. Eingeführt 1975. Zielanflug in 2–5 m Höhe. Reichweite 38–42 km.
- MM.39: Basiert auf der AM.39. Mit Verbesserter Elektronik und neuem Raketenmotor. Zielanflug in 2–3 m Höhe. Reichweite von 50–60 km.
- MM.40 Block 1: Verbesserte MM.39, seit 1981 im Einsatz. Ausgerüstet mit einem modifizierten Triebwerk und neuem Suchkopf mit einem verbesserten Suchfenster sowie größerer Frequenzauswahl. Zielanflug in 1,5–2 m Höhe. Reichweite 75 km.
- MM.40 Block 2: Diese Version wird seit 1992 hergestellt und ist eine überarbeitete Block 1-Lenkwaffe mit neuer Software. Sie verfügt auch über eine überarbeitete Steuerlogik, die es ihr erlaubt, einen fehlgeschlagenen Angriff zu wiederholen. Ausgerüstet mit einem verbesserten Motor. Mit gekoppeltem GPS/INS-System, einem Radarsucher mit erweiterten ECCM-Fähigkeiten. Mit neuem Zünder mit selektierbarer Zündart. Reichweite 65–70 km.
- MM.40 Block 3: Version der MM.40, seit 2008 in Serienfertigung. Sie verwendet ein Safran Microturbo TR-40/263-Turbojet-Triebwerk anstelle des Raketentriebwerks. Dadurch hat sie eine vergrößerte Reichweite von 200 km. Ausgerüstet mit verbessertem INS/GPS-Navigationssystem und Datenlink. Flugstrecke mit verschiedenen 3D-Wegpunkten programmierbar. Die Lenkwaffenoberfläche ist mit einer RAM-Beschichtung versehen. Die MM.40 Block 3 kann auch gegen schwach befestigte, küstennahe Landziele eingesetzt werden. Dafür ist sie mit einem neuen Penetrations-Gefechtskopf ausgerüstet.
- MM.40 Block 3C: Mit verbessertem kohärentem Radarsuchkopf mit digitaler Datenverarbeitung sowie überarbeiteter Missionsplanung-Software. Der neue Suchkopf kann Ziele aus Gruppen selektieren und ermittelt den optimalen Einschlagpunkt im Ziel. Eingeführt ab 2018.

Daten aus 

### Luftgestützte Exocet-Ausführungen
- AM.38: Nur in Kleinserie zwischen 1975 und 1977 produziert. Reichweite 45 km.
- AM.39 Block 1: Komplett Überarbeiteter Neuentwurf. Mit Verbesserter Elektronik und neuem Raketenmotor. Eingeführt 1979, Zielanflug in 2–3 m Höhe. Reichweite 70 km. Eingesetzt im Falklandkrieg und im Ersten Golfkrieg.
- AM.39 Block 2 mod 1: Diese Version wird seit 1992 hergestellt und ist eine überarbeitete Block 1-Lenkwaffe mit neuer Software. Sie verfügt auch über eine überarbeitete Steuerlogik, die es ihr erlaubt, einen fehlgeschlagenen Angriff zu wiederholen. Ausgerüstet mit einem verbesserten Motor. Mit gekoppeltem GPS/INS-System, einem Radarsucher mit erweiterten ECCM-Fähigkeiten. Mit neuem Zünder mit selektierbarer Zündart.
- AM.39 Block 2 mod 2: Version der AM.39 Block 2 mit dem Suchkopf und Steuersystem der MM.40 Block 3. Seit 2009 einsatzbereit.

Daten aus

### U-Boot-basierte Exocet-Ausführungen
- SM.38: 1. Prototyp der U-Boot-Schiff-Version. Entwicklung eingestellt.
- SM.39 Block 1: 1. Serienversion für den Einsatz auf abgetauchten U-Booten. Seit 1985 im Einsatz. Reichweite 40–50 km.
- SM.39 Block 2: 2. Serienversion, aus dem Jahr 1992. Ist eine überarbeitete Block 1-Lenkwaffe mit neuer Software. Sie verfügt auch über eine überarbeitete Steuerlogik, die es ihr erlaubt, einen fehlgeschlagenen Angriff zu wiederholen. Zielanflug in 1,5–2 m Höhe. Ausgerüstet mit einem verbesserten Motor. Mit gekoppeltem GPS/INS-System, einem Radarsucher mit erweiterten ECCM-Fähigkeiten. Mit neuem Zünder mit selektierbarer Zündart. Reichweite über 50 km.
- SM.40: Version aus dem Jahr 2024. Basiert auf der MM.40 Block 3. Mit Turbojet-Triebwerk sowie digitalem, kohärentem Radarsuchkopf. Reichweite rund 120 km.

Daten aus

### Fahrzeuggebundene Exocet-Ausführungen
- BC.38: Version der MM.38 zur Küstenverteidigung. Zwei Abschusskanister installiert auf einem LKW oder auf einem Anhängerzug. Diese Version existiert nur als Prototyp.
- BC.39: Version der MM.39 Block 1 zur Küstenverteidigung. Vier Abschusskanister installiert auf einem LKW oder auf einem Anhängerzug. Reichweite von 50–60 km.
- BC.40: Version der MM.40 Block 2 zur Küstenverteidigung. Vier Abschusskanister auf einem LKW vom Typ TRM-10000 installiert. Das Herstellen der Gefechtsbereitschaft dauert rund eine Stunde. Reichweite bis 75 km.

Daten aus

## Technische Daten
| Bezeichnung         | MM.38                           | AM.39 Block 1                   | SM.39                           | MM.40 Block 1                   | MM.40 Block 3                                  |
| Indienststellung    | 1975                            | 1979                            | 1985                            | 1981                            | 2008                                           |
| Startplattform      | Schiffe                         | Flugzeuge                       | U-Boote                         | Schiffe                         | Schiffe                                        |
| Stückpreis          | 350.000–450.000 USD             | 525.000–650.000 USD             | 850.000–980.000 USD             | 490.000–680.000 USD             | unbekannt                                      |
| Länge               | 5,12 m                          | 4,69 m                          | 4,68 m                          | 5,80 m                          | 5,90 m                                         |
| Rumpfdurchmesser    | 350 mm                          | 350 mm                          | 350 mm                          | 350 mm                          | 350 mm                                         |
| Spannweite          | 1040 mm                         | 1090 mm                         | 1100 mm                         | 1130 mm                         | 1130 mm                                        |
| Gewicht             | 735 kg                          | 670 kg                          | 655 kg                          | 870 kg                          | 780 kg                                         |
| Antrieb             | Feststoff-Raketentriebwerk      | Feststoff-Raketentriebwerk      | Feststoff-Raketentriebwerk      | Feststoff-Raketentriebwerk      | Booster plus TRI-40/263-Turbojet               |
| Sprengkopf          | 165-kg-Penetrationsgefechtskopf | 165-kg-Penetrationsgefechtskopf | 165-kg-Penetrationsgefechtskopf | 165-kg-Penetrationsgefechtskopf | 165-kg-Penetrationsgefechtskopf                |
| Lenkung / Suchkopf  | INS plus aktive Radarzielsuche  | INS plus aktive Radarzielsuche  | INS plus aktive Radarzielsuche  | INS plus aktive Radarzielsuche  | INS, GPS, Datenlink plus aktive Radarzielsuche |
| Fluggeschwindigkeit | Mach 0,87–0,93                  | Mach 0,87–0,93                  | Mach 0,87–0,93                  | Mach 0,87–0,93                  | Mach 0,8–0,9                                   |
| Einsatzreichweite   | 42 km                           | 70 km                           | 50 km                           | 75 km                           | 200 km                                         |

Technische Daten aus

## Trägerflugzeuge und Hubschrauber

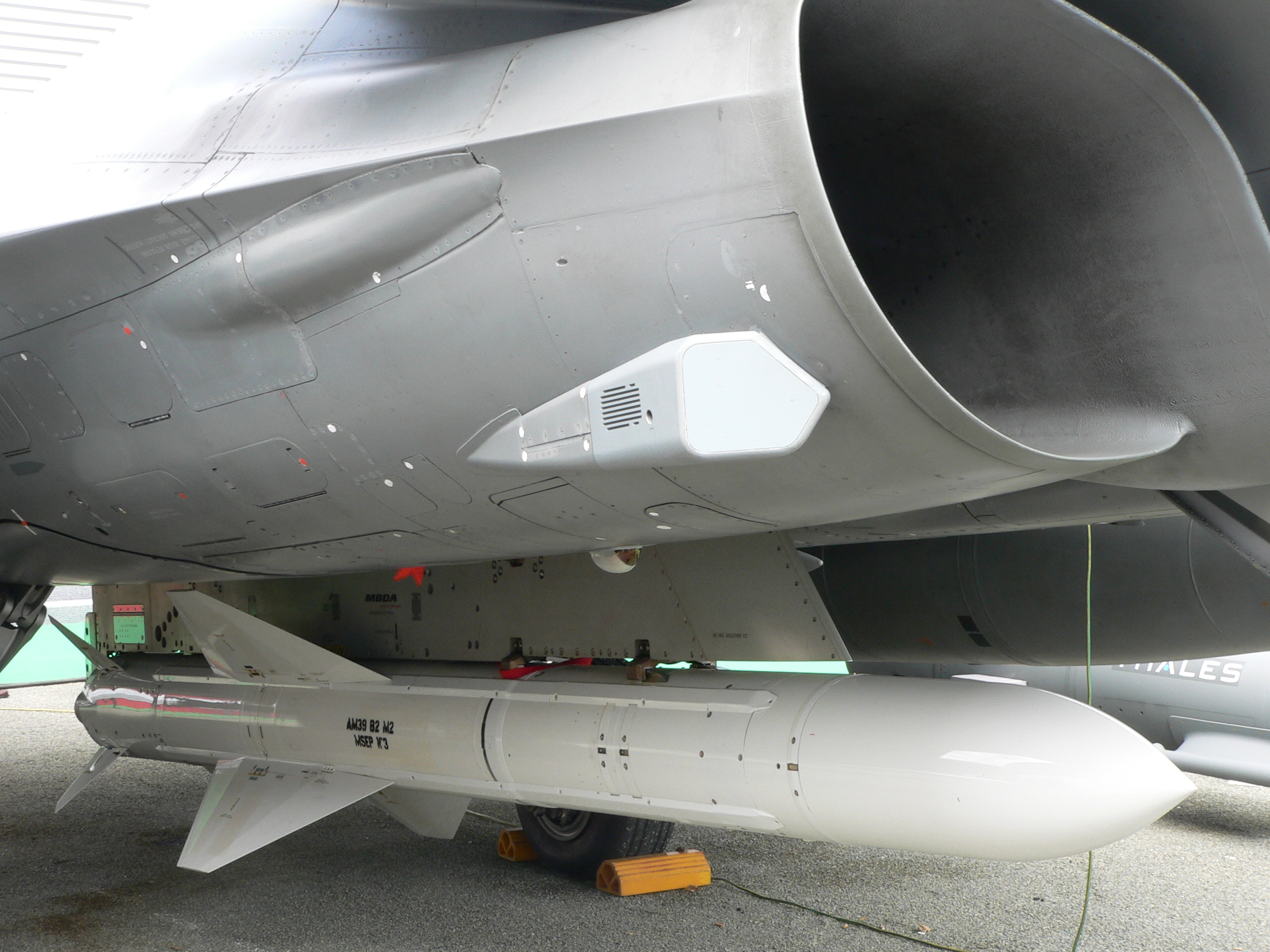
AM.39 unter einer Dassault Rafale

- Dassault Super Étendard
- Dassault Mirage III
- Dassault Mirage 5
- Dassault Mirage F1
- Dassault Mirage 2000
- Dassault Rafale
- Dassault/Dornier Alpha Jet
- Breguet Atlantic
- CASA CN-235
- Aérospatiale SA321 Super Frelon
- Aerospatiale AS332 Super Puma
- Aerospatiale AS532 Cougar
- Westland WS-61 Sea King

## Verbreitung

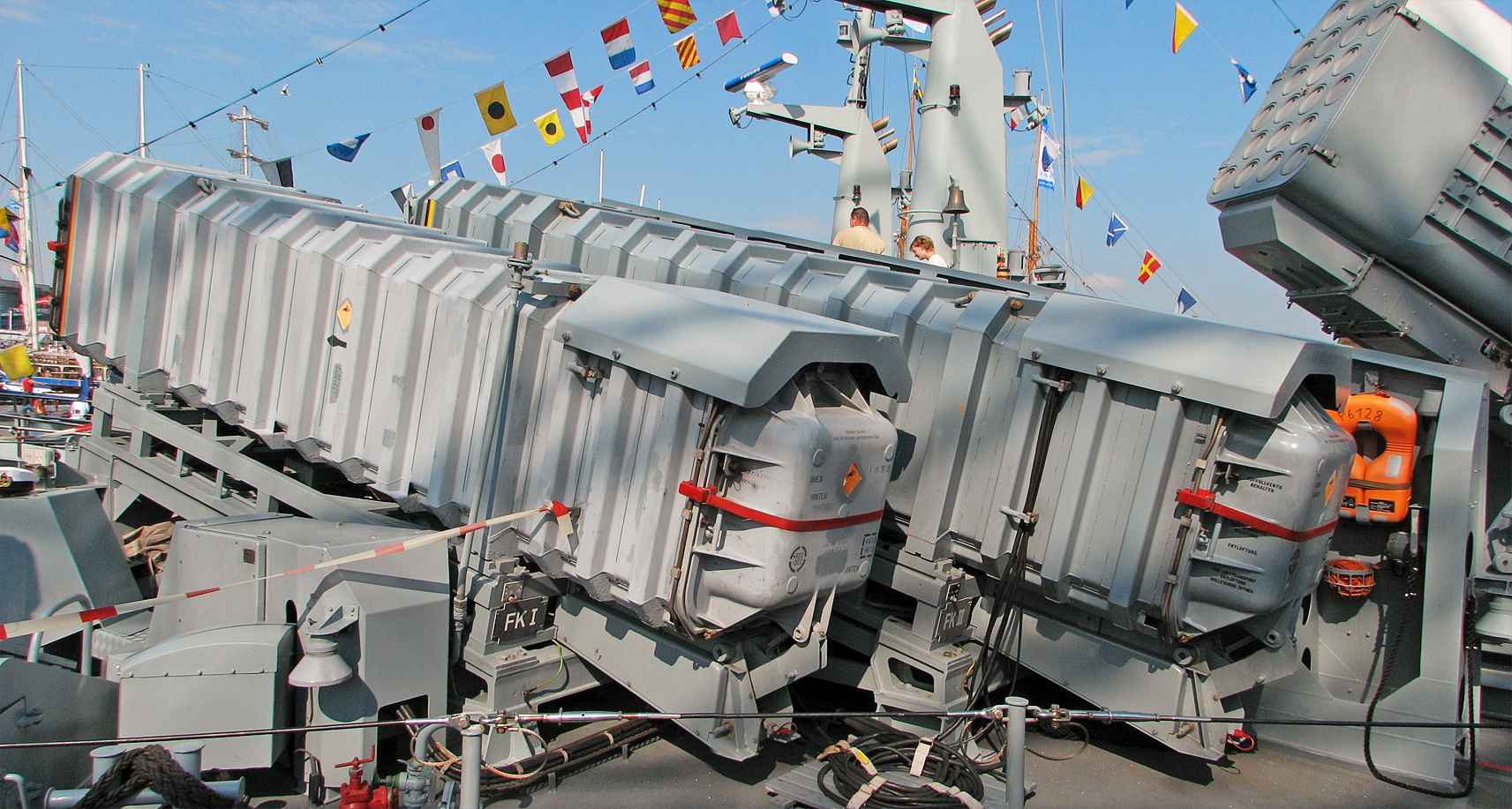
Exocet MM.38-Startbehälter auf dem Schnellboot S78 „Ozelot“ der Deutschen Marine

- Argentinien – MM.38 (75), MM.40 (60), AM.39 (30)
- Ägypten – MM.38, AM.39 (40)
- Bahrain – MM.40 (50)
- Belgien – MM.38 (40) (nicht mehr im Einsatz)
- Brasilien – MM.38 (20), MM.40 (50), AM.39 (25)
- Brunei – MM.38 (12), MM.40 (20)
- Bulgarien – MM.38
- Chile – MM.38 (16), MM.40 (41), AM.39 (28), SM.39 (12), MM.40 Block 3
- Volksrepublik China – Verwendete die AM.39 als Basis für die Eigenproduktion YJ-1 (C-801 Eagle Strike)
- Deutschland – MM.38 (150) (nicht mehr im Einsatz)
- Ecuador – MM.38 (25), MM.40 (75)
- Frankreich – MM.38, MM.40, AM.39, SM.39, MM.40 Block 3
- Griechenland – MM.38 (76), MM.40 (152), AM.39 (50)
- Indien – SM.39 (46)
- Indonesien – MM.38 (60), MM.40 (30), AM.39, MM.40 Block 3
- Irak – AM.39 (388) (nicht mehr im Einsatz)
- Iran – AM.39
- Kamerun – MM.40 (15) (nicht mehr im Einsatz)
- Katar – MM.40 (190), AM.39 (20), BC.40 (100), MM.40 Block 3
- Kolumbien – MM.40 (70)
- Kuwait – MM.40 (64), AM.39 (32)
- Libyen – AM.39 (20)
- Malaysia – MM.38 (60), MM.40 (50), SM.39 (40)
- Marokko – MM.38 (50), MM.40 (40), MM.40 Block 3
- Nigeria – MM.38 (25)
- Oman – MM.38 (4), MM.40 (162), AM.39, MM.40 Block 3
- Pakistan – AM.39 (80), SM.39 (25)
- Peru – MM.38 (69), AM.39 (24), MM.40 Block 3
- Philippinen – MM.40
- Saudi-Arabien – AM.39 (24), MM.40 (50), BC.40
- Singapur – MM.40
- Südafrika – MM.38 (9), MM.40 (17)
- Südkorea – MM.38 (24)
- Thailand – MM.38 (24), BC.40 (60)
- Tunesien – MM.40 (50)
- Türkei – MM.38 (25)
- Uruguay – MM.38
- Venezuela – AM.39 (20)
- Vietnam – MM.40
- Vereinigte Arabische Emirate – MM.40 (240), AM.39 (64), MM.40 Block 3
- Vereinigtes Königreich – MM.38 (300) (nicht mehr im Einsatz)
- Zypern – BC.40 (24)

Daten aus